# خالد الأمير (موسيقار)
خالد الأمير (1936 - 2021)، هو موسيقار مصري، التحق بمعهد الموسيقى العربية وعمره 11 عاما ساعده في هذا خاله الدكتور شرف الدين سليمان الذي كان يعمل مشرفا على الموسيقى بوزارة المعارف وحصل على دكتوراه في الموسيقى وفاز ببعثه لإيطاليا قضى فيها 12 سنة من عمره، وفي إحدى زياراته اكتشف موهبته وسعى لأخذه معه لإيطاليا إلا أن أباه رفض بشدة لأنه كان يؤهلنه لكى يصبح ضابط في الجيش مثل كل أفراد العائلة فقد كان جده هو خليل الأمير حكمدار أسيوط والقاهرة وجده الأكبر أمير الحاج «أركان حرب» وأطلقوا عليه لقب الأمير أثناء فترة تولية المنصب ومن هنا أصبح هذا اللقب لصيقا بكل أفراد الأسرة.
ورغم أنه درس بالمعهد لمدة 3 سنوات وأجاد عزف الكمان واجتاز امتحان قسم الأصوات وأصبح مهيئًا تمامًا لبدأ مشواره مع الفن إلا أن والده كان له رأي آخر، فعقب حصوله على التوجيهية أجبره أباه على دخول الكلية الحربية وتخرج منها سنة 1956 عقب اعتماده في الإذاعة كمطرب وملحن بلحن أعدده لنفسه بعنوان «صلاه الحب» للشاعر محمود الماضي بالإضافة إلى مجموعة ألحان قدمها لهاني شاكر حيث قدمت له نحو 50 لحن، لعل من أبرزها: كده برضه يا قمر، ونسيانك صعب أكيد، وبقولك إيه، وغيرها من الألحان التي قدمتها لعدد كبير من مطربي هذه الفترة.

## وفاته
توفي يوم الجمعة 23 أبريل 2021، متأثرا بإصابته بفيروس كورونا.